# Valle de Oro
Valle de Oro (w jęz. galicyjskim O Valadouro) – miasto w Hiszpanii w północno-wschodniej Galicji w prowincji Lugo.